# Regresa El Cepa
Regresa el Cepa és una pel·lícula documental espanyola del 2019 coescrita i dirigida per Víctor Matellano en base a la investigació duta a terme per Emeterio Díaz Puertas al seu llibre Golpe a la Transición: El secuestro de El crimen de Cuenca, sobre les incidències del rodatge de la pel·lícula El crimen de Cuenca.

## Sinopsi
El 1979, fa quaranta anys, la directora Pilar Miró rodava El crimen de Cuenca, que serà després segrestada militarment i la seva directora processada per suposades injúries a la guàrdia civil. Una pel·lícula que més tard es convertirà en un dels grans èxits del cinema espanyol i la seva estrena en un exemple d'avanç de la democràcia i de la llibertat d'expressió. Com en el cas real i en la pel·lícula, “El Cepa” torna per explicar-ho.
L'actor que va interpretar "El Cepa" a la pel·lícula de Pilar Miró, Guillermo Montesinos, torna als llocs de rodatge quaranta anys després, els reals del "Cas Grimaldos", per a trobar-se amb els veïns. La seva visita serveix de fil conductor del documental en el qual seran entrevistats especialistes, juristes, ex responsables institucionals, guionistes, membres de l'equip i actors de la pel·lícula de Pilar Miró com Mercedes Sampietro o Héctor Alterio.

## Crítiques
| «                            | "Un marc narratiu que no aconsegueix transcendir el to massa didàctic de la veu en off. No caldria veure aquí arqueologia cinèfila, sinó l'obertura d'un debat." | » |
| — Jordi Costa: Diari El País | |   |

| «                                       | "Un documental que rememora la memòria convulsa d'una època crucial per a l'assentament de la democràcia espanyola. (…) Puntuació: ★★★ (sobre 5)" | » |
| — Beatriz Martínez: Diario El Periódico | |   |

## Nominacions
Ha estat nominada al millor documental de les Medalles del Cercle d'Escriptors Cinematogràfics de 2019.